# Chrysophyllum januariense
Chrysophyllum januariense ist eine Pflanzenart aus der Familie der Sapotengewächse (Sapotaceae). Sie ist im brasilianischen Bundesstaat Rio de Janeiro endemisch.

## Merkmale
Chrysophyllum januariense ist ein großer Baum mit rostroten Kelchblättern. Die Laubblätter messen 6,8 bis 11,6 × 3 bis 5 Zentimeter. Die Blattspreite ist länglich-lanzettlich oder elliptisch-lanzettlich. Die Blattspitze ist zugespitzt oder zur Träufelspitze verjüngt. Die Blattbasis ist abgestutzt. Die Blattoberseite ist fast haarlos. Die Blattunterseite ist an der Mittelrippe rauhaarig, sonst mit rostbraunem Haarflaum bedeckt. Die Blattnervatur ist brochidodrom, das heißt, die sekundären Blattadern endeten nicht am Blattrand, sondern sind zu einer Reihe von hervorstehenden Bögen verbunden. Die Mittelrippe ist an der Blattoberseite eingedrückt. Es gibt 9 bis 13 Paare von parallel und gerade verlaufenden sekundäre Blattadern. Die Blattstiele sind 4 bis 6 mm lang und mit rostbraunem Haarflaum bedeckt. Die Blütenbüschel bestanden aus zwei bis zwölf Blüten. Die Blütenstiele sind 4 bis 5 mm lang und behaart. Die Blüten sind zwittrig. Die vier bis fünf Kelchblätter sind 2,25 bis 2,5 mm lang, breit eiförmig, an der Spitze stumpf oder gerundet, an der Außenseite behaart und an der Innenseite glatt. Es gibt 5 Staubblätter. Die Staubfäden sind ungefähr 1 mm lang und glatt. Die Staubbeutel sind ungefähr 1 mm lang, breit lanzettlich, fein zugespitzt und spärlich behaart. Die behaarten Fruchtknoten sind schmal eiförmig oder kegelförmig, bis zum Griffel spitz zulaufend und besaßen fünf Pollenfächer. Der Griffel ist 1 bis 1,25 mm lang und glatt. Der Griffelkopf ist fein gelappt. Der Habitus der Früchte ist nicht bekannt. Die Blütezeit ist von Januar bis Februar.

## Lebensraum
Chrysophyllum januariense kam in Tieflandregenwäldern an der Küste des brasilianischen Bundesstaates Rio de Janeiro vor.

## Status
Chrysophyllum januariense war zunächst nur von Sammlungen des französischen Botanikers Auguste François Marie Glaziou aus dem 19. Jahrhundert bekannt. Das Typusexemplar stammt aus dem Laranjeiras-Regenwald im Bundesstaat Rio de Janeiro und wurde 1870 von August Wilhelm Eichler in Videnskabelige Meddelelser fra den Naturhistoriske Forening i Kjøbenhavnbeschrieben. 1998 wurde sie von der IUCN in die Liste der ausgestorbenen Pflanzenarten aufgenommen. 1972 wurde bei Linhares in Espírito Santo ein Taxon entdeckt, das Chrysophyllum januariense sehr ähnlich sieht, sich jedoch von der ausgestorbenen Form durch seine längeren, dünneren und zugespitzten Kelchblätter und durch die längere Blütenkrone unterscheidet. Bis zur endgültigen Klärung des taxonomischen Status wird das neu entdeckte Taxon als Chrysophyllum aff. januariense bezeichnet. 1987 wurde die Art von Cyl Farney Catarino de Sá wiederentdeckt und 2025 in der IUCN Red List als „potentiell gefährdet“ (near threatened) reklassifiziert.